# Anier
Anier (Crotophaga) är ett litet släkte med fåglar i familjen gökar inom ordningen gökfåglar som förekommer från södra Florida i USA till norra Argentina.
Släktet anier omfattar tre arter:
- Större ani (C. major)
- Slätnäbbad ani (C. ani)
- Strimnäbbad ani (C. sulcirostris)